# Sally Kehoe
Sally Kehoe, född 25 september 1986, är en australisk roddare.
Kehoe tävlade för Australien vid olympiska sommarspelen 2008 i Peking, där hon slutade på 6:e plats i åtta med styrman. Vid olympiska sommarspelen 2012 i London slutade Kehoe återigen på 6:e plats i åtta med styrman. 
Vid olympiska sommarspelen 2016 i Rio de Janeiro slutade Kehoe tillsammans med Genevieve Horton på 9:e plats i dubbelsculler.